# Teresa Claramunt i Creus
Teresa Claramunt i Creus (Sabadell, 4 de juny de 1862 - Barcelona, 11 d'abril de 1931) fou una dirigent anarcosindicalista catalana. Claramunt va viure un context marcat per un moviment obrer en formació i per un anarquisme en auge. Pionera del feminisme obrerista, serà de les primeres a plantejar la necessitat de l'organització autònoma de dones anarquistes, un llegat que uns anys després de la seva mort recolliria l'organització Mujeres Libres.

## Biografia
Teresa Claramunt naix l'any 1862 en una família obrera de Sabadell. Era una treballadora del ram tèxtil i va fundar un grup anarquista a Sabadell influïda per Fernando Tarrida del Mármol, amb el qual va participar en la vaga de les set setmanes de 1883, en què es reivindicava la jornada de 10 hores. L'octubre de 1884 fou una de les fundadores de la Secció Vària de Treballadores Anarcocol·lectivistes a l'Ateneu Obrer de Sabadell. Per a Claramunt, l'educació era condició indispensable per l'emancipació «companyes, nosaltres que som les més necessitades de l'associació, per què som les més víctimes i les més explotades, romanem desunides: és que tota la vida hem d’estar així? No, estimades meves, hem d'associar-nos per a instruir-nos, i si no ho fem, pobres de nosaltres».
Amb la lliurepensadora Ángeles López de Ayala i l'espiritista Amàlia Domingo impulsà el 1892 la primera societat feminista a l'Estat espanyol, la Sociedad Autónoma de Mujeres de Barcelona, una organització articulada al voltant del lliurepensament anarquista i republicà. Aquesta entitat primerament va estar ubicada al carrer de la Cadena de Barcelona, actual Rambla del Raval, i posteriorment es va traslladar al carrer de Fernandina, 20, d'aquest mateix barri. Justament en aquells anys, concretament el 1889, la Teresa Claramunt vivia al carrer de l'Aurora, 19, molt proper a la seu de l'entitat.
El 1893 van tenir lloc els fets del Teatre Calvo-Vico, pels quals Teresa Claramunt i el seu marit, Antonio Gurri, van ser acusats d'uns disturbis contra la Guàrdia Civil. En el teatre se celebrava un míting d'estudiants liberals, al qual havien acudit Claramunt amb Gurri, Josep Llunas i altres anarquistes, però Claramunt no pogué entrar a l'acte, ja que hi havia una prohibició del governador que impedia l'accés a les dones. Claramunt va saber que sí que hi havien entrat dones i es va sentir doblement discriminada, cosa que va fer que protestés. Segons La Tramontana a l'acte van assistir 3.000 persones i al final hi va haver enfrontaments entre els assistents i les forces de l'ordre. A causa d'aquest incident Teresa Claramunt i Antonio Gurri van ser detinguts i empresonats al Castell de Montjuïc; posteriorment van ser sotmesos a un consell de guerra amb altres presos anarquistes com Domingo Mir i Antonio Prats: «Com que estem en el segle xix i es tracta de fets en els quals no he pres part, no tinc cap cosa a dir en aquest tribunal. No demano compassió ni misericòrdia, perquè soc enemiga que la classe obrera inspiri tal sentiment», declarà davant del jutjat militar.
Fou detinguda en la repressió del Procés de Montjuïc (1896), durant el qual fou colpejada brutalment, cosa que li provocarà seqüeles per a la resta de la vida. Tot i que no fou condemnada per cap delicte, després del judici fou confinada a Anglaterra fins al 1898. Fundà la revista El Productor (1901) i participà activament en les reivindicacions socials de principis de segle xx. El 1902 va prendre part en els mítings en solidaritat amb els vaguistes del metall i en els de la vaga general del febrer de 1902. Col·laborà en La Tramontana i en La Revista Blanca i dirigí el diari El Rebelde entre 1907 i 1908.
Fou novament detinguda després dels fets de la Setmana Tràgica l'agost de 1909 i confinada a Saragossa, on el 1911 impulsaria l'adhesió dels sindicats locals a la Confederació Nacional del Treball i també la vaga general de 1911, fet que li comportà un nou empresonament.
Ja molt malalta i reclosa entre el llit i una cadira, la policia escorcollà el seu pis després de l'atemptat contra el cardenal Soldevila a Saragossa el 4 de juny de 1923, buscant proves que la comprometessin. El 1924 tornà a Barcelona, però la paràlisi progressiva l'allunyà de l'activitat pública. La casa de la seva germana, lloc on passaria els últims anys de la seva vida, es convertiria en un lloc de peregrinació on la visitarien personatges de la talla d'Emma Goldman. El mateix dia de les eleccions municipals espanyoles de 1931, que comportarien la proclamació de la Segona República el dimarts següent, al Cementiri de Montjuïc tindria lloc l'enterrament de la líder anarquista:
| «                         | El nom de Teresa Claramunt vagava pels llavis de la gent amb la mateixa devoció que a París es pronunciava el nom de Louise Michel, i que es pronunciava a Alemanya el de Rosa Luxemburg. | » |
| — Francisco Madrid (1931) | |   |

Teresa Claramunt es va iniciar a la francmaçoneria probablement en una lògia barcelonina, i va ser exaltada posteriorment al grau de Mestra. Té un carrer i una escola que duen el seu nom a Sabadell.